# Абилов, Анатолий Абилович
Анато́лий (Фетисля́м) Аби́лович Аби́лов (Ави́лов; крымскотат. Fetislâm Abil oğlu Abilov, Фетислям Абил огълу Абилов; 2 [15] марта 1915 — 15 августа 2005) — советский военнослужащий, участник Великой Отечественной войны, гвардии подполковник, командир 130-го гвардейского стрелкового полка 44-й гвардейской стрелковой дивизии 65-й армии 1-го Белорусского фронта, Герой Советского Союза (1990), полковник в отставке (1990).

## Биография
Родился в расположенной в степном Крыму деревне Джадра-Шейх-Эли в крестьянской семье. Крымский татарин. Имя при рождении — Фетислям (разговорный вариант этого имени — Петай). Окончил 7 классов. Работал трактористом в колхозе.
В Красной Армии с 1937 года. В 1939 году окончил пехотное училище в столице Грузии городе Тбилиси, в 1943 году — ускоренные курсы Военной академии имени М. В. Фрунзе. На фронте в Великую Отечественную войну с июля 1941 года. Член ВКП(б)/КПСС с 1942 года. Был заместителем командира стрелкового батальона. С 25 сентября 1942 года по 8 июня 1943 года — командир 1290-го стрелкового полка (113-я стрелковая дивизия, Западный фронт). За годы войны трижды ранен и контужен.
130-й гвардейский стрелковый полк 44-й гвардейской стрелковой дивизии под командованием Анатолия Абилова в период с 27 августа по 9 сентября 1944 года в боях по прорыву вражеской обороны на подступах к реке Нарев, при её форсировании в районе населённого пункта Корневск, расположенного в 10-и километрах севернее польского города Сероцк, расширении и удержании плацдарма нанёс врагу значительный урон в живой силе и технике. Полк за девять дней прошёл с боями пятьдесят километров, освободил шестнадцать населённых пунктов.
Войну гвардии подполковник Абилов закончил командиром 444-го стрелкового полка 108-й стрелковой дивизии.
Командир полка Абилов дважды (в 1944 и 1945 годах) представлялся к званию Героя Советского Союза, но награждения ни в годы войны, ни в первые послевоенные годы и десятилетия не состоялось…
После войны продолжал службу в армии. С 1947 года — в запасе. Жил в городе Жуковский. С 1964 года работал на Экспериментальном машиностроительном заводе Жуковского начальником штаба и заместителем директора завода по гражданской обороне.
Указом Президента СССР от 5 мая 1990 года за умелое командование стрелковым полком, образцовое выполнение боевых заданий командования на фронте борьбы с немецко-фашистским захватчиками и проявленные при этом мужество и героизм полковнику в отставке Абилову Анатолию Абиловичу присвоено звание Героя Советского Союза со вручением ордена Ленина и медали «Золотая Звезда».

Могила Абилова на Быковском кладбище Жуковского.

Многие годы являлся членом Совета ветеранов комсомола города, членом президиума Совета ветеранов войны, труда, вооружённых сил и правоохранительных органов. Он был одним из инициаторов создания мемориального комплекса погибшим воинам на Быковском мемориальном кладбище, создания аллеи Героев у городского парка. Похоронен в Жуковском (Быковское кладбище).

## Награды
СССР и РФ
- медаль «Золотая Звезда» Героя Советского Союза № 11603 (05.05.1990).
- орден Ленина № 460043 (05.05.1990);
- четыре ордена Красного Знамени (16.10.1942[7], 20.09.1944[4], 19.02.1945[8], 06.06.1945[5]);
- орден Суворова 3-й степени (14.08.1944)[9];
- орден Кутузова 3-й степени (14.05.1945)[10];
- орден Отечественной войны 1-й степени (06.04.1985)[11].
- медали, в том числе:
  - «За оборону Москвы» (29.10.1944)[12];
  - «За победу над Германией в Великой Отечественной войне 1941—1945 гг.»;
  - «За освобождение Варшавы»;
  - «Ветеран труда».

Других государств
- крест Храбрых (ПНР)
- медаль «За Варшаву 1939—1945» (ПНР)
- медаль «За Одру, Нису и Балтику» (ПНР)

## Память
Решением Совета депутатов города Жуковский от 4 мая 2005 года активному участнику Великой Отечественной войны, Герою Советского Союза, члену Совета ветеранов комсомола города, члену Президиума Совета ветеранов войны, труда, вооружённых сил и правоохранительных органов А. А. Абилову присвоено звание «Почётный гражданин города Жуковский».